# Rana (titolo)

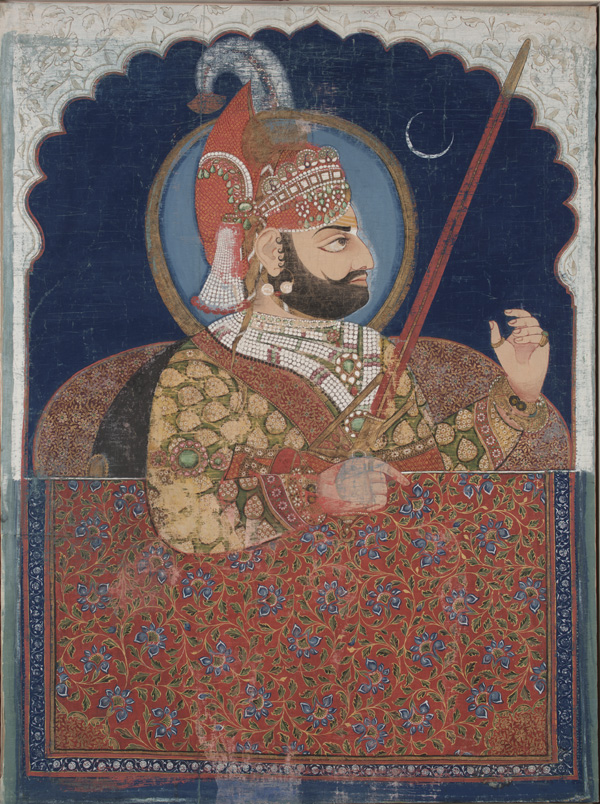
Bhim Singh, Rana di Udaipur

Rana (sanscrito: राणा) è un titolo storico di origine Rajput, attribuito ad un monarca assoluto. Oggi viene utilizzato come nome ereditario nell'Asia meridionale.
Rani è il titolo della moglie di un Rana o di una regina. Si attribuisce anche alla moglie di un raja. Titoli composti comprendono rana sahib, ranaji, rana bahadur e maharana.

## Uso in India e Pakistan

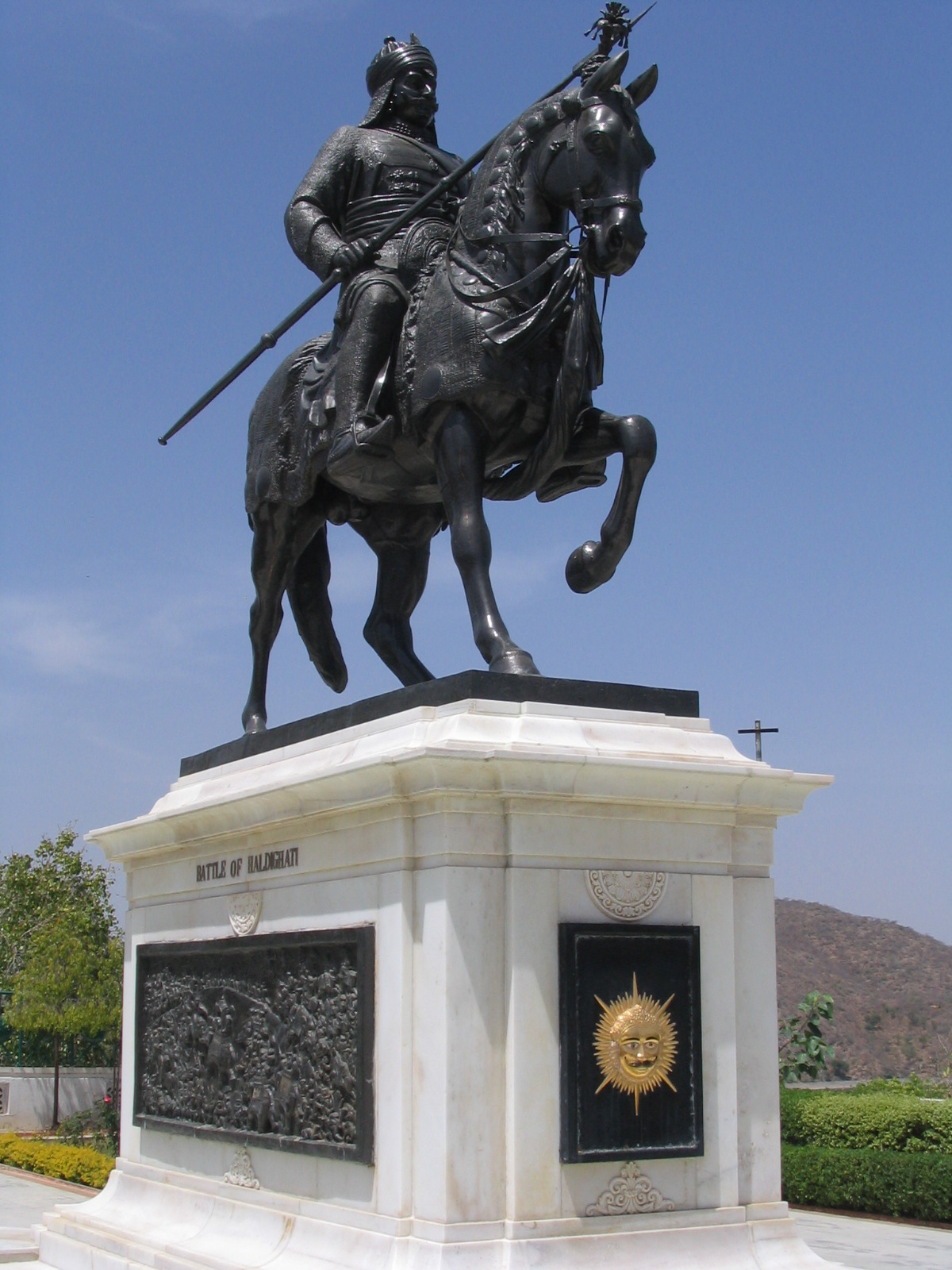
Una statua di Rana Pratap Singh, un regnante delle dinastia Sisodia Rajput del XVI secolo.

"Rana" fu l'antico titolo usato dai regnanti della dinastia Rajput in India. Oggi, i membri di alcuni cal Rajput, nel subcontinente indiano lo usano come titolo ereditario. In Pakistan, per lo più i musulmani, ma anche alcuni Hindu a Sindh (oggi Pakistan) lo usano come titolo ereditario. Umerkot, uno stato del Sindh, aveva un regnante Hindu Rajput che usava il titolo.
Nel XVI secolo, Rana Prasad, il monarca di Umerkot, diede rifugio al principe moghul Humayun e a sua moglie, Hamida Banu Begum, che erano fuggiti dopo la sconfitta contro Sher Shah Suri. Il loro figlio Akbar nacque nel forte del Rana di Umerkot.